# Keyunta Dawson

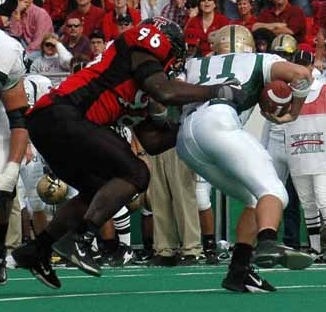
Keyunta Dawson (à esquerda) fazendo um tackle em um jogo pelo Texas Tech

Keyunta Dawson (Shreveport, Luisiana, 13 de setembro de 1985) é um ex jogador de futebol americano que atuava na posição de defensive end na National Football League. Dawson jogou college football pela Texas Tech Red Raiders.
Dawson foi selecionado na sétima rodada do Draft de 2007 da NFL pelo Indianapolis Colts. Dawson fez 120 tackles e 1,5 sack em sete anos atuando como profissional. Ele também jogou no Detroit Lions, no Tennessee Titans e no New Orleans Saints.